# Renate van der Zalm
Renate Wennemars-Van der Zalm (Brasschaat, 31 maart 1972) is een Belgisch-Nederlandse voormalige televisiepresentator.
Van der Zalm behaalde het diploma havo en ging daarna studeren aan de Academie voor Journalistiek en Voorlichting in Tilburg. Ze presenteerde onder meer op de Nederlandse televisie voor de omroep SBS6 De Smaakpolitie en bij Yorin samen met Floortje Dessing Yorin Travel (later RTL Travel geheten). In 2008 presenteerde zij de talkshow Helder op NPO 2 op Nederland 2.
Sinds 2003 is ze getrouwd met voormalig langebaanschaatser Erben Wennemars. Samen hebben zij twee zoons, onder wie schaatser Joep Wennemars. Toen ze kinderen kreeg, was Erben nog actief schaatser en veel van huis. 